# Christian Güldencrone (officer)
 Der er flere personer med dette navn, se Christian Güldencrone.
Christian baron Güldencrone (5. marts 1837 i Skanderborg – 15. oktober 1902 i Valby) var en dansk officer, bror til Ove og Carl Güldencrone og Emil Gyldenkrone.

## Karriere
Han var søn af amtsforvalter Christian baron Güldencrone og hustru født Bardenfleth. Han gennemgik Landkadetakademiet, udnævntes i 1855 til sekondløjtnant i fodfolket med aldersorden fra 1854 og ansattes ved 5. Jægerkorps. I 1857 tog han adgangseksamen til Den kongelige militære Højskole og blev ved afgangen derfra i 1861 sekondløjtnant i artilleriet. Han gjorde først tjeneste ved 1. Artilleriregiment, blev i 1862 lærer ved underofficerselevskolen og ansattes næste år i kommissionen for riffelskyts mm. I januar 1864 kom han til reserveartilleriets stab og var med dette ved Dannevirke, hvornæst han i Dybbølstillingen ansattes som adjudant ved artillerikommandoen, i hvilken egenskab han gjorde god fyldest.
Efter krigen kom han til tjeneste ved artilleribrigaden og blev i foråret 1865 suppleantlærer, kort efter lærer, i artilleri og broslagning ved Den kgl. militære Højskole og fra 1868 ved Hærens Officersskole. I denne stilling udgav han: Forelæsninger over Artilleri, I: Ammunitionskonstruktion og II: Skytskonstruktion (1874–77) medens han tillige var virksom i flere kommissioner. I 1865 blev han karakteriseret premierløjtnant, og året efter opnåede han selve graden. Under den spændte situation i 1870 var han først ansat i eskadrechefens stab og dernæst adjudant hos oberst Carl Wolle, der kommanderede en øvelsesbrigade ved Kolding. 1871 kommanderedes han til Frankrig for under våbenstilstanden at gøre sig bekendt med dets militære forhold, ligesom han også året efter berejste en stor del af udlandet for at studere artilleristiske forhold, så at han blev selvskreven til at indtræde i den kommission, der i 1874 blev nedsat for at stille forslag om en ny feltkanon, samt i flere andre kommissioner. Fra 1876, i hvilket år han tillige blev kaptajn og chef for 11. Batteri, ansattes han også som lærer i artilleri for Officersskolens næstældste klasse.

### Adjudant
I 1879 blev Güldencrone ansat som adjudant hos kong Christian IX, med hvem han foretog et stort antal rejser i udlandet, ved hvilke lejligheder han dekoreredes med mange fremmede ordener; kammerherre blev han i 1888, Kommandør af Dannebrogordenen (2. grad) i 1890. Ved siden af sin virksomhed ved hove blev Güldencrone, der i 1886 forfremmedes til oberstløjtnant og i 1891 til oberst og chef for Hs. Maj. Kongens Adjudantstab, benyttet i artilleristisk retning, medens han også som formand i Hvidovre Sogneråd (1880-91) udfoldede en betydelig virksomhed. I 1888 var han medlem af en kommission, der havde at ordne det fornødne med hensyn til indkøb af grunden til Københavns Vestenceinte. 1894 blev han Kommandør af 1. grad af Dannebrogordenen. Güldencrone døde 15. oktober 1902.